# Кенасса в Феодосии
Караимская кенасса в Феодосии — одна из древнейших караимских кенасс в мире, ныне разрушена.
Первая из двух известных караимских кенасс в Феодосии, на Караимской Слободе, была построена в 850 или 909 году (по различным источникам). Сейчас от того строения остался только фундамент. Сохранившаяся табличка датирует постройку кенассы 5052 годом (от сотворения мира).
Вторая кенасса была построена в 1292 году, однако её здание также не сохранилось — разрушено во время Второй мировой войны. По данным Б. Я. Коккеная, уроженца Феодосии, в этой кенассе хранились рукописи начиная с XIII века. По мнению Э. И. Лебедевой, здание было построено в XIV веке.
В 1912 году из наследства А. М. Гелеловича было выделено 1000 рублей золотом на содержание кенассы.

## Описание кенассы
В памяти стариков сохранилось описание строения и внутреннего содержания здания. Чтобы войти в здание, нужно было пройти через небольшую калитку, затем увитый виноградом дворик и застеклённую веранду. На веранде вдоль стен были установлены каменные скамьи, под которыми находились ниши-ящики для хранения обуви. Каждый знал свою нишу, в ней находились его войлочные тапочки, которые следовало надевать, входя в здание. В конце веранды была дверь, ведущая внутрь залы кенассы.
Вход в кенассу находился с севера, а алтарь с юга, так как караимы молятся, обратясь в сторону Иерусалима. Потолок и стены были украшены пяти- и шестиконечными звёздами, различными геометрическими фигурами и изречениями из Пятикнижия Моисеева. Пол был устлан коврами. Над задней частью здания находился балкон, который поддерживался двумя колоннами, соединёнными деревянной аркой, отделанной резьбой. Балкон был инкрустирован перламутром и сверху зарешечен.
Перед гехалом (алтарём) было установлено три аналоя (кафедры караимского священника). За левым аналоем газзан совершал обряд венчания, служил панихиду по умершим, молился за различные нужды. На правом аналое клались свитки Священного писания, которые обычно хранились в маленькой комнатке за алтарём. Основным являлся центральный аналой, перед которым священнослужитель проводил ежедневные службы, а также разбирал семейные проблемы: газзан у караимов считался чем-то вроде третейского судьи, а гахам и Духовное правление считались верховным судом.

## Служители кенассы
- Товия Симович Леви-Бабович — газзан с 1897 по 1911
- Аарон Ильич Катык служил старшим газзаном и учителем с 1912 по 1916 годы
- Илья Яковлевич Нейман служил старшим газзаном с 1920 по 1922 годы
- Борис Маркович Таймаз — габбай (1917 г.)